# Kalkomania
Kalkomania – technika zdobnicza obejmująca druk na specjalnym papierze, którego obraz jest przeznaczony do przeniesienia na inną powierzchnię. Wynalezienie tej techniki ok. 1750 roku przypisuje się Simonowi François Ravenetowi – francuskiemu grawernikowi, który wyemigrował do Anglii. Kalkomania może być sucha, wodna, ceramiczna itp.
Kalkomanie zazwyczaj drukuje się przy pomocy techniki druku zwanej sitodrukiem. Kalkomania jest bardziej zaawansowaną techniką dekupażu.
Kalkomania jest bardzo popularna w modelarstwie redukcyjnym, jako metoda nanoszenia na budowane miniatury wszelkich oznaczeń, symboli, napisów eksploatacyjnych itp.

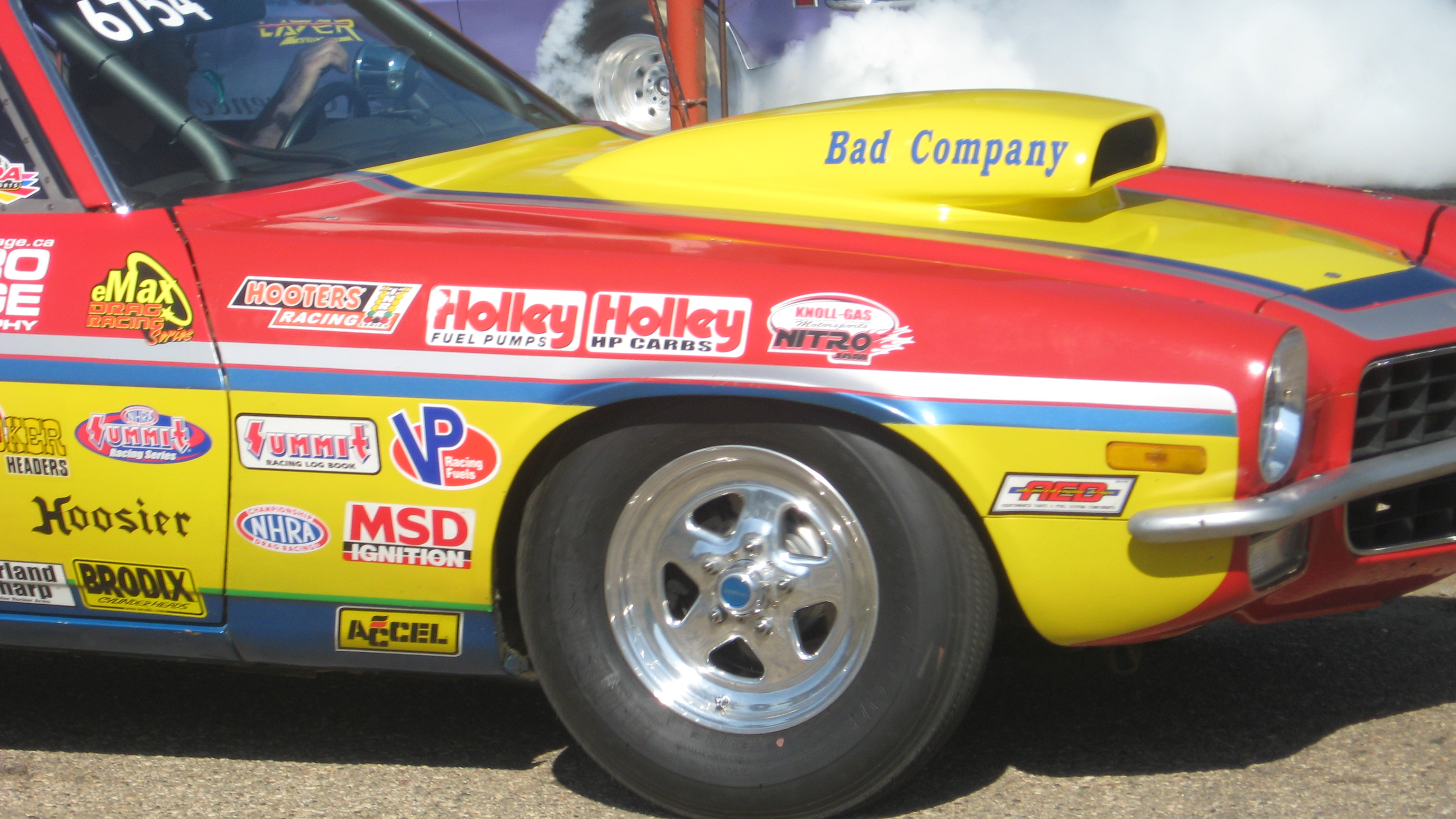
Kalkomanie na Dragsterze 1:1
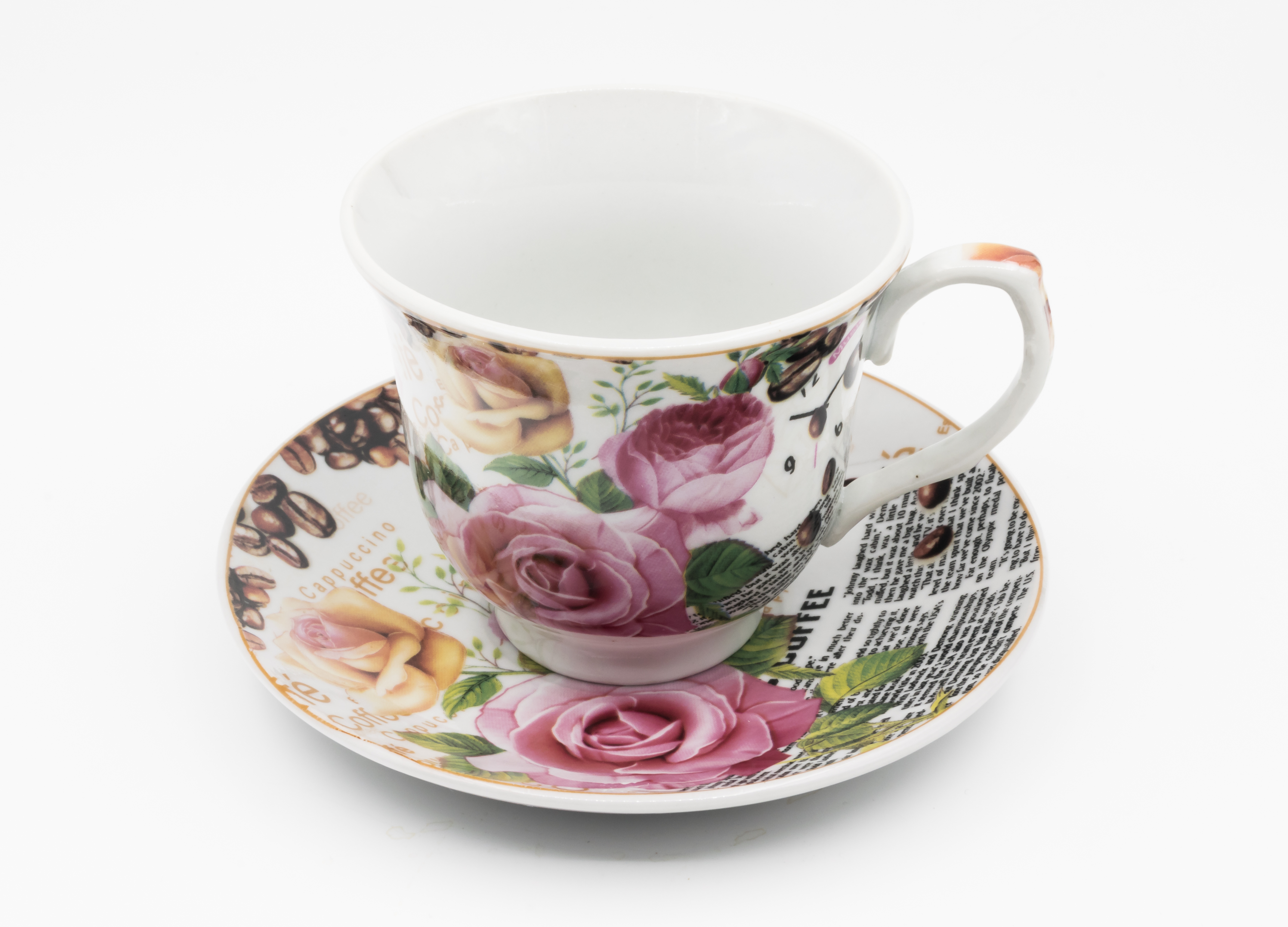
Kalkomanie ceramiczne